# ストックホルム・スカブスタ空港
スカブスタ空港（典: Stockholm-Skavsta flygplats、英: Stockholm-Skavsta Airport）は、スウェーデンのニュヒェーピングにある空港である。ライアンエア（Ryanair）の北欧におけるハブ空港であるほか、ウィズエアーなどの格安航空会社が発着している。ストックホルムとの間には連絡の高速バスが運行されている。